# Oratorio di Santa Maria delle Grazie a Campore
L'oratorio di Santa Maria delle Grazie a Campore è una chiesa situata nei pressi di Casore del Monte, nel comune di Marliana, in provincia di Pistoia.
L'edificio attuale fu ricostruito nel 1859, ma il luogo era sede di devozione e verosimilmente di un precedente piccolo edificio di culto fino dal 1098, quando un certo Olivieri Francesconi avrebbe riportato dalle Crociate un'immagine della Madonna col Bambino, episodio ricordato anche da due lapidi all'interno della chiesetta.